# リー・アレン
リー・アレン (Lee Francis Allen, 1927年7月2日 - 1994年10月18日)は、米国のテナー・サクソフォン奏者。ザ・ブラスターズのバンドメイトだったフィル・アルヴィンは、彼をロックンロールの最も重要な楽器奏者の一人と評した 。アレンの持つ特有の音色は「ロックンロールの音を定義づける音のひとつ」「ロックのDNA鎖のひとつ」などと称される。
アレンは、1950年代のニューオーリンズのロックンロールの要となる人物であり、ロックンロール創成期におけるトップ・パフォーマーたちのレコードに多く参加している。彼は1960年代後半には半ば音楽活動から引退をしていたものの、1970年代後半に復帰し、亡くなるまで活動をつづけた。

## 来歴
アレンはカンザス州ピッツバーグに生まれ、幼少期の多くをコロラド州デンバーで過ごした。幼い頃からサクソフォンをプレイしていた。音楽と運動の奨学金をザビエル大学より受けることとなり、彼は1943年にニューオーリンズに移住した。
彼は盛り上がるこの都市の音楽シーンの虜となり、ロックンロールの創成期、リズム・アンド・ブルース、ブルースのシーンを彩るミュージシャンたちと共演、レコーディングを重ねるようになった。1947年、彼はポール・ゲイテンのバンドに加入、その後にデイヴ・バーソロミューのバンドに加入した。彼の仕事として特筆すべきはファッツ・ドミノ、ロイド・プライスとのレコーディングである。アレンはまた、リトル・リチャードが1955年から1956年にかけて世に問うた下記的なヒット曲の数々の多くに参加している。アレンがバックを務めたひとり、アール・キングは彼がコズィモ・マタッサのスタジオにおいて「壁紙の一部」とみなされるほどの存在だったと回想しており、ヒューイ・"ピアノ"・スミスのレコードの全てに参加していたと語っている。アレンとドラマーのアール・パーマーはまた、プロフェッサー・ロングヘアのレコーディングの多くでバックを務めた。
エンバー・レコードよりリリースとなった自身のインストゥルメンタル、"Walkin' with Mr. Lee"は1958年に小ヒットとなっている。それはテレビ番組の「アメリカン・バンドスタンド」がこの曲をしばしばプレイしたことも、要因となっていた。この曲とそれに続くシングル曲をまとめたアルバムも同名の『Walkin' with Mr. Lee』とのタイトルで発売されている。
1960年代半ばになると、アレンは長い間レコーディングのメッカであり続けたニューオーリンズがその役割を終えつつあると感じていた。彼はアール・パーマーの後を追うように1965年、南カリフォルニアへ移住した。この頃彼は、時折ファッツ・ドミノとツアーに出たのを除き、ツアーには出なくなっていた。彼は航空機製造工場で昼間は働き、夜はロサンゼルスのR&Bシーンで活動するようになった。彼はオルガン・トリオを結成し、親友のT-ボーン・ウォーカー、ビッグ・ジョー・ターナーとパフォーマンスをするようになった。彼は、1972年のドクター・ジョンのアルバム『ガンボ』に参加している。
1970年代後半にロックンロールのリバイバルが巻き起こると、若いミュージシャンたちがアレンの特有のサクソフォンの音を求めるようになった。彼はストレイ・キャッツのセカンド・アルバム『ごーいんDOWN TOWN』(原題: Gonna Ball) (1981年)に参加している。ザ・ブラスターズのメンバーにとって師と仰ぐ存在であったアレンは、バンドにも加入することとなった。アレンは、デビュー作『American Music』には参加していないが、スラッシュ・レーベルからリリースされた2作目以降の作品に参加している。彼がテナー・サックス、スティーヴ・バーリンがバリトン・サックスをプレイした。アレンはまた、1980年代初頭から半ばにかけてブラスターズとツアーにも出ている。映画「ストリート・オブ・ファイヤー」(1984年)の中でブラスターズが登場するシーンで、アレンも映っている。彼は、バンドの後の活動においてもレギュラーのゲストとしてしばしば登場している。
1981年10月、アレンは10月1日のイリノイ州ロックフォードのメトロセンターと10月3日、4日のコロラド州ボルダーのフォルソム・フィールドでのローリングストーンズの3公演に出演している。
アレンは1990年代に入ってもファッツ・ドミノとのツアーに参加し続けた。1992年後半には、彼の最後にとって最後の作品となったアルバム『Crescent City Gold: The Ultimate Session』のレコーディングでスタジオ入りしている。このアルバムはハイ・ストリート/ウィンダム・ヒルより1994年にリリースとなったが、アール・パーマー、アルヴィン・"レッド"・タイラー、ドクター・ジョン、アラン・トゥーサンを含むニューオーリンズのオールスターが参加している。
リー・アレンは1994年、肺がんにより67歳で死去した。残された遺族には彼の妻バーディ、そして以前の結婚で設けた5人の子供たち、リー・ジュニア、パトリック、エマニュエル、アーロン、カレンがいた。
アレンの死後、ブラスターズでバンドメイトで古い友人でもあったデイヴ・アルヴィンは1996年のアルバム『Interstate City』で彼に捧げた曲"Mister Lee"をプレイしている。「メロディはアレンの情熱であり、彼は他のホンカーたちとはその点で異なっていた」アルヴィンはそうコメントしている。アール・キングはこう語っている「他のサクソフォン奏者はジャズの方向に行き過ぎることが多いが、アレンは商業的なアピールを持っていた」。

## ディスコグラフィ

### アルバム
- 1958年 『Walkin' With Mr. Lee』 (Ember)[8]
- 1981年 『Lowell Fulson With Lee Allen – The Blues Show! Live At Pit Inn』 (Yupiteru)[9]

### シングル
- 1957年  「"Walkin' With Mr. Lee"」b/w 「"Promenade"」, Lee Allen and His Band (Ember)
- 1958年  「"Tic Toc"」b/w 「"Chuggin'"」, Lee Allen and His Band (Ember E-1039)
- 1959年  「"Cat Walk"」b/w 「"Creole Alley"」(Ember)
- 1962年  「"Twistin' With Mr. Lee"」b/w 「"Tic Toc - Twist Around The Clock"」(Ember)
- 1969年  「"Don't Wait Till Morning Comes"」b/w 「"All Too Soon"」(Wand)
- 1981年  「"Zabo"」b/w 「"Walkin' With Mr.Lee"」, Lee Allen with Diz And The Doormen (Nola)